# 飯沼二郎
飯沼 二郎（いいぬま じろう、1918年3月20日 - 2005年9月24日）は、日本の農学者・市民運動家。京都大学名誉教授。元京都ベ平連代表。専門は、農業経済学、農業史（農業・農法の歴史的研究）。農学博士（京都大学・論文博士・1961年）。

## 経歴
東京都生まれ。1941年、京都帝国大学農学部農林経済学科卒業。
1948年に国立国会図書館主事を経て、1951年に農林省農業技術研究所技官。1954年2月に京都大学人文科学研究所助教授、1974年6月に京都大学人文科学研究所教授。1981年に定年退官。1981年4月に京都大学名誉教授。
1961年5月に「農学成立史の研究」により、京都大学から農学博士の学位を授与される。

## 人物
戦後の農業政策を批判。在日韓国・朝鮮人問題などに取り組み、市民運動にもかかわった。
1965年からベトナム反戦運動に関わり、ベ平連発足の呼びかけ人となり、京都ベ平連代表を務めた。また、京都大学退官後も、「原爆の図」展の開催を主宰し、さらに君が代訴訟の原告団長として、京都における市民運動の中心として活動し、支柱となった。

## 著書
- 『世界農民史物語』生活社 1947
- 『農業革命論　近代社会の基盤』創元社 創元歴史選書 1956
- 『農学成立史の研究』農業綜合研究刊行会 1957
- 『ドイツにおける農学成立史の研究』御茶の水書房 1963
- 『地主王政の構造 比較史的研究』未来社 1964
- 『農業革命論』未来社 1967
- 『信仰・個性・人生』未来社 1968
- 『キリスト者と市民運動』未来社 1970
- 『風土と歴史』岩波新書 1970
- 『日本農業技術論』未来社 農学原論研究叢書 1971
- 『国家権力とキリスト者』未来社 1973
- 『見えない人々 在日朝鮮人』日本基督教団出版局 アルパ新書 われら人間 1973
- 『石高制の研究 日本型絶対主義の基礎構造』ミネルヴァ書房 1974
- 『イエスの言葉による行動のための手引き』日本基督教団出版局 1975
- 『日本農業の再発見 歴史と風土から』日本放送出版協会 NHKブックス 1975
- 『日本農法の提唱』富民協会 1977
- 『歴史のなかの風土』日本評論社 日評選書 1979
- 『日本の古代農業革命』筑摩書房 ちくまぶっくす 1980
- 『思想としての農業問題 リベラリズムと農本主義』農山漁村文化協会 1981
- 『これらの最も小さい者のひとりに』未来社 1982
- 『世界農業文化史』八坂書房 1983
- 『わたしの歩んだ現代』日本基督教団出版局 1983
- 『転換期の日本農業 一農民への私信』新地書房 1985
- 『農業革命の研究 近代農学の成立と破綻』農山漁村文化協会 1985
- 『日本農村伝道史研究』日本基督教団出版局 1988
- 『農業は再建できる 「経済大国」日本の選択』ダイヤモンド社 1990
- 『天皇制とキリスト者』日本基督教団出版局 1991
- 『徳川絶対王政論』未来社 1991
- 『沖縄の農業 近世から現代への変遷』海風社 南島叢書 1993
- 『朝鮮総督府の米穀検査制度』未来社 朝鮮近代史研究双書 1993
- 『飯沼二郎著作集』全5巻、未來社、1994

第1巻（世界史研究）
第2巻（日本史研究）
第3巻（農学研究）
第4巻（市民運動研究）
第5巻（人物随想）
- 『有機農業を志す人のために』スペースゆい ひばり双書 持続可能な社会を求めて 1994

### 共編著
- 『資本主義成立の研究』富岡次郎共著 未来社 1960
- 『熱河宣教の記録』編 未来社 1965
- 『世界資本主義の形成』河野健二共編 岩波書店 1967
- 『世界資本主義の歴史構造』河野健二共編 岩波書店 京都大学人文科学研究所研究報告 1970
- 『沢崎堅造の信仰と生涯』編 未来社 1974
- 『近世農書に学ぶ』編 日本放送出版協会 NHKブックス 1976
- 『現代農業と食糧問題を考える』坂本慶一,川瀬勇共著 メシアニカゼネラル 自然農法研究シリーズ 1976
- 『農業を復権する 農業と工業の均衡を求めて』星野芳郎ほか共著 東洋経済新報社 東経選書 1976
- 『農具　ものと人間の文化史』堀尾尚志共著 法政大学出版局 1976
- 『産直-ムラとまちの連帯 農業問い直しの提言』保田茂共著 ダイヤモンド社 ダイヤモンド現代選書 1978
- 『近代朝鮮の社会と思想』姜在彦共編 未来社 京都大学人文科学研究所報告 1981
- 『植民地期朝鮮の社会と抵抗』姜在彦共編 未来社 京都大学人文科学研究所報告 1982
- 『農の再生・人の再生 産直運動をめぐって』槌田劭共著 人文書院 1983
- 『架橋-私にとっての朝鮮』編著 麦秋社 1984
- 『在日朝鮮人を語る』全3巻  編著 麦秋社 1984-85
- 『日本帝国主義下の朝鮮伝道 乗松雅休・渡瀬常吉・織田楢次・西田昌一』韓晳曦共著 日本基督教団出版局 1985
- 『明治農書全集 第11巻 農具・耕地整理』須々田黎吉共編 農山漁村文化協会 1985
- 『伝道に生きて 在日大韓基督教会と織田楢次』韓晳曦共編著 麦秋社 1986
- 『在日韓国・朝鮮人 その日本社会における存在価値』編著 海風社 東渡叢書 1988
- 『足もとの国際化 在日韓国・朝鮮人の歴史と現状』編著 海風社 東渡叢書 1993
- 『日本文化としての公園』白幡洋三郎共著 八坂書房 1993
- 『「障害」と民族のはざまで 在日朝鮮・韓国人聴覚「障害者」のあゆみ』藤林晋一郎共編著 解放出版社 1994
- 『柏木義円日記』片野真佐子共編 行路社 1998
- 高橋昇『朝鮮半島の農法と農民』高橋甲四郎,宮嶋博史共編 未來社 1998
- 『生き生きと農業をするための勇気』槌田劭,松村重雄,佐藤誠,保田茂共編 富坂キリスト教センター企画 新教出版社 2000

### 翻訳
- ソーブル『資本主義と農村共同体』坂本慶一共訳 未来社 社会科学ゼミナール 1956
- ゲルデス『ドイツ農民小史』未来社 社会科学ゼミナール 1957
- マルク・ブロック『フランス農村史の基本性格』河野健二共訳 創文社 名著翻訳叢書 1959
- エミール・ヴェルト『農業文化の起源 掘棒と鍬と犁』藪内芳彦共訳 岩波書店 1968
- D.B.グリッグ『世界農業の形成過程』山内豊二,宇佐美好文共訳 大明堂 1977
- 李春寧『李朝農業技術史』未来社 1989
- 『日本農書全集 第14巻 広益国産考』大蔵永常著 翻刻・現代語訳 農山漁村文化協会 1978